# هيئة الطاقة الذرية الهندية
هيئة الطاقة الذرية الهندية هي الهيئة الإدارية لإدارة الطاقة الذرية (DAE)
(وزارة الطاقة الذرية الهندية) التابعة لحكومة الهند . و تخضع إدارة الطاقة الذرية للمسؤولية المباشرة لرئيس الوزراء الهندي .
تم إنشاء هيئة الطاقة الذرية الهندية في 3 أغسطس 1948 تحت إشراف إدارة البحث العلمي السابقة أنذاك. حل قرار أصدرته حكومة الهند في وقت لاحق محل اللجنة بـ "لجنة الطاقة الذرية الهندية" في 1 مارس 1954 تحت إدارة الطاقة الذرية مع هومي جي بهابها سكرتيرًا والمزيد من السلطات المالية والتنفيذية، ومقرها في مومباي، ماهاراشترا. 
وظائف هيئة الطاقة الذرية الهندية هي:
(1) تنظيم البحوث في العلوم الذرية في البلاد
(2) تدريب علماء الذرة في البلاد
(3) تعزيز البحوث النووية في مختبرات اللجنة الخاصة في الهند
(4) القيام بالتنقيب المعادن الذرية في الهند واستخراج هذه المعادن لاستخدامها على نطاق صناعي.
حققت الهند نجاحًا كبيرًا من حيث الاختراق في العلوم والتكنولوجيا عندما قامت هيئة الطاقة الذرية (AEC) بتفجير جهاز نووي تحت الأرض في بوخران في صحراء راجاستان في 18 مايو 1974. 
لديها خمسة مراكز بحثية في الهند:
- مركز بهابها للأبحاث الذرية (BARC)، مومباي
- مركز أنديرا غاندي للأبحاث الذرية (IGCAR)، كالباكام (تاميل نادو)
- مركز رجا رامانا للتكنولوجيا المتقدمة (RRCAT)، إندور
- مركز سيكلوترون الطاقة المتغيرة (VECC)، كلكتا
- مديرية المعادن الذرية للاستكشاف والأبحاث (AMD)، حيدر أباد.

كما أنها تقدم المساعدة المالية للمعاهد الوطنية المستقلة التي تجري أبحاثًا في هذا المجال ولديها العديد من المنظمات الأخرى التابعة لها.